# Warth-Weiningen
Warth-Weiningen är en ort och kommun i distriktet Frauenfeld i kantonen Thurgau, Schweiz. Kommunen har 1 449 invånare (2023).
Kommunen består av ortsdelarna Warth och Weiningen.